# Santa Maria da Vitória (título cardinalício)
O título cardinalício de Santa Maria da Vitória foi instituido em 23 de dezembro de 1801 pelo Papa Pio VII, em substituição ao título de São Mateus em Merulana. Sua igreja titular é Santa Maria della Vittoria.

## Titulares protetores
- Michelangelo Luchi, O.S.B. (1801-1802)
- Joseph Fesch (1803-1822); in commendam (1822-1839)
- Ferdinando Maria Pignatelli, C.R. (1839-1853)
- Adriano Fieschi (1853-1858)
- Joseph Othmar von Rauscher (1858-1875)
- Godefroy Brossais-Saint-Marc (1876-1878)
- Louis Édouard Pie (1879-1880)
- Luigi Jacobini (1880-1887)
- Elzéar-Alexandre Taschereau (1887-1898)
- Giovanni Battista Casali del Drago (1899-1908)
- François de Rovérié de Cabrières (1911-1921)
- Alexis-Armand Charost (1922-1930)
- Angelo Dolci (1933-1936)
- Federico Tedeschini (1936-1951)
- Giuseppe Siri (1953-1989)
- Giuseppe Caprio (1990-2005)
- Sean Patrick O'Malley, O.F.M. Cap. (2006-atual)